# Euryphura isuka
Euryphura isuka är en fjärilsart som beskrevs av Stoneham 1935. Euryphura isuka ingår i släktet Euryphura och familjen praktfjärilar. Inga underarter finns listade i Catalogue of Life.